# Nyugtalottó
A nyugtalottó vagy számlalottó egy olyan nyereményjáték, amiben a valamilyen termék vagy szolgáltatás vásárlása vagy igénybevétele után kapott számlát beküldők között pénzt sorsolnak ki.

## A játék célja
A játékot általában maga az állam szervezi annak érdekében, hogy a szürkegazdaságot visszaszorítsa, a vállalkozói bevételeket kifehérítse. Ennek egyik módja, hogy a nyereményjátékkal ráveszi a vásárlókat a számla elkérésére, vagyis a vásárlás legalizálására. Előfordul, hogy a játékot olyan vállalkozás karolja fel, amelyik érdekelt a legális vásárlások elterjedésében – ilyen lehet például egy pénztárgépeket forgalmazó cég.

## A játék története

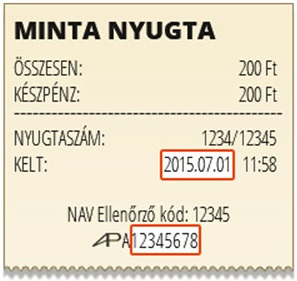
Online pénztárgép által kiállított nyugta (minta)

Ilyen típusú játék először 1959-ben bukkant fel Tajvanon, Kínában pedig elsősorban a szolgáltatóiparban honosodott meg, ahol a számlatömb tartalmaz egy lekaparható csíkot, ami alatt el van rejtve, hogy nyertes-e a számla vagy sem. Magyarországon először a második Gyurcsány-kormány hirdetett ilyen játékot Tiszta Haszon Program néven 2009-ben, melyen a számlákat beküldők közül havonta tíz nyertes kapott egy-egymillió forintot. Ezt a játékot azonban a Bajnai-kormány 2010 januárjában beszüntette. Ezt követően 2013-ban Szlovákiában vezettek be hasonló nyereményjátékot, melynek során kezdetben havi 14 millió számlát küldtek be a vásárlók sorsolásra, ám két év múlva már csak harmadannyi "szelvény" vett részt a sorsoláson, a játék kifulladni látszott. Romániában nyugtalottó 2015-ben indult Loteria bonurilor fiscale néven, ahol azonban a nyereményalapot teljes egészében felosztották egy bizonyos – sorsolással meghatározott- összegű számlát beküldők között, így előre nem is lehetett tudni, hogy egy-egy számlára mennyi jut a 68 millió román lejes alapból.
2016-ban Magyarországon egy pénztárgépeket forgalmazó vállalkozás újraindította a játékot Nyugtalotto néven (helyesírási hibával, rövid o-val), melynek során a vásárlást követő 24 órán belül interneten kell beírni a nyugtán található úgynevezett pénztárgépi AP-kódot. Ebben a játékban hetente összesen 60 ezer forintot osztanak szét három nyertes között.